# Marilynne Robinson
Marilynne Robinson (Sandpoint, Idaho, 26 de noviembre de 1943) es una premiada escritora estadounidense. 

## Biografía
Hija de Ellen Harris Summers y John J. Summers, Robinson vivió en su infancia en pequeñas ciudades del Medio Oeste de los Estados Unidos; estudió en Pembroke College, el colegio femenino de la Universidad de Brown y recibió su licenciatura en Filosofía y Letras en 1966; más tarde, obtuvo un PhD en inglés en la Universidad de Washington (1977).
Debutó en la ficción en 1980 con su novela Vida hogareña (Housekeeping), que tuvo inmediatamente un éxito de crítica: fue nominada al premio Pulitzer y dos años después ganó el Hemingway que otorga el Pen Club de Nueva Inglaterra. Hubo que esperar casi un cuarto de siglo para su segunda novela, Gilead, que, publicada en 2004, fue incluso más exitosa que la anterior: se hizo con el premio del Círculo de Críticos de ese año y, al siguiente, con el Pulitzer y el Ambassador Book Award. En casa (Home, 2008) fue finalista del Premio Nacional del Libro y obtuvo el Orange 2009. En 2014 publicó su cuarta novela, Lila, que recibió asimismo muy buena crítica.  
Robinson ha publicado, a partir de 1989, también una serie de ensayos, algunos de los cuales han sido distinguidos con importantes galardones. Mother Country: Britain, the Welfare State, and Nuclear Pollution, su primer libro de no ficción, fue finalista del Premio Nacional del Libro; Absence of Mind: The Dispelling of Inwardness from the Modern Myth of the Self ganó en 2009 el de las Conferencias Terry de la Universidad de Yale y The Death of Adam: Essays on Modern Thought (1998), el PEN/Diamonstein-Spielvogel Award for the Art of the Essay.
Ha escrito artículos y críticas literarias para revistas como Harper's, The Paris Review y The New York Times Book Review. Ha obtenido residencias en diversas universidades, da clases en Iowa Writers' Workshop y vive en Iowa City. 
Criada como presbiteriana, Robinson se hizo más tarde congregacionalista y a veces predica la Iglesia Congregacional Unida de Cristo en Iowa.

## Obras

### Novelas
- Housekeeping (1980) — Vida hogareña, trad.: Vicente Campos González; Galaxia Gutenberg, Barcelona, 2016
- Gilead (2004)  — Gilead, trad.: Montserrat Gurguí y Hernán Sabaté; Galaxia Gutenberg, Barcelona, 2010
- Home (2008) — En casa, trad.: Montserrat Gurguí y Hernán Sabaté; Galaxia Gutenberg, Barcelona, 2012
- Lila (2014) — Lila, trad.: Vicente Campos González; Galaxia Gutenberg, Barcelona, 2015

### No ficción
- Mother Country: Britain, the Welfare State, and Nuclear Pollution (1989)
- The Death of Adam: Essays on Modern Thought (1998)
- Absence of Mind: The Dispelling of Inwardness from the Modern Myth of the Self (2010)[3][4]
- When I Was a Child I Read Books: Essays (2012)
- The Givenness of Things (2015)

## Premios y reconocimientos
- Hemingway Foundation/PEN Award 1982 por Vida hogareña
- PEN/Diamonstein-Spielvogel Award for the Art of the Essay por The Death of Adam
- Premio de Círculo de Críticos 2004 por Gilead
- Premio Pulitzer 2005 por Gilead
- Premio Grawemeyer de Religión 2006 (Universidad de Louisville)
- Finalista del Premio Nacional del Libro 2008 por En casa
- Premio del Libro 2008 de Los Angeles Times por En casa
- Premio Orange 2009 por En casa
- Premio de Círculo de Críticos 2014 por Lila
- Premio Park Kyung-ni 2013